# Měny navázané na euro

Země používající euro, americký dolar a měny na ně navázané
eurozóna, jejíž centrální banka vydává euro
euro v zemích mimo eurozónu
měny pevně navázané na euro
měny navázané na euro s fluktuačním pásmem
Spojené státy americké, jejichž centrální banka vydává americký dolar
americký dolar v zemích mimo Spojené státy americké
měny pevně navázané na americký dolar
měny navázané na americký dolar s fluktuačním pásmem

Měny navázané na euro jsou měny, které mají s eurem pevný nebo téměř pevný směnný kurz z různých – ekonomických, historických nebo jiných – důvodů. K lednu 2023 existuje 9 měn navázaných na euro, které jsou používány v 20 nezávislých státech a 3 francouzských zámořských území.

## Přehled měn
Důvodem navázání domácí měny na euro může být například snaha některých států se slabší ekonomikou zajistit si větší hospodářskou stabilitu nebo alespoň měnovou stabilitu v případě krize jejich ekonomiky. Další státy mají své měny navázány na euro například proto, že už před vznikem eura měly své měny navázány na nějakou jinou měnu, která byla předchůdkyní eura. Jednalo se o vazbu na francouzský frank, portugalské escudo a německou marku.
| Stát či závislé území                                                        | Měna                    | Zkr. | Fixní kurz k euru | Fixace ke dni | Poznámka |
| ---------------------------------------------------------------------------- | ----------------------- | ---- | ----------------- | ------------- | --- |
| Dánsko                                                                       | dánská koruna           | DKK  | 7,46038 DKK       | 1. 1. 1999    | Dánsko má vyjednán opt-out na přijetí eura, není tedy povinno euro na svém území zavést. Dánská koruna je zapojena do ERM II, v rámci kterého dodržuje odchylku ±2,25 % od centrálního určeného kurzu, který byl nastaven na 1 EUR = 7,46038 DKK. |
| Bulharsko                                                                    | bulharský lev           | BGN  | 1,95583 BGN       | 1. 1. 1999    | BGN byl původně pevně navázán na německou marku v poměru 1:1, proto je jeho kurz k euru stejný, jako byl přepočítací koeficient německé marky k euru, od července 2020 účast v ERM II                                                             |
| Bosna a Hercegovina                                                          | konvertibilní marka     | BAM  | 1,95583 BAM       | 22. 6. 1999   | BAM byla původně pevně navázána na německou marku v poměru 1:1, proto je její kurz k euru stejný, jako byl přepočítací koeficient německé marky k euru                                                                                            |
| Kapverdy                                                                     | kapverdské escudo       | CVE  | 110,265 CVE       | 1. 1. 1999    | CVE bylo původně pevně navázáno na portugalské escudo v poměru 1 PTE = 0,55 CVE, proto je jeho kurz k euru 0,55násobkem přepočítacího koeficientu, který mělo k euru portugalské escudo                                                           |
| Svatý Tomáš a Princův ostrov                                                 | svatotomášská dobra     | STN  | 24,50 STN         | 1. 1. 2010    | Svatotomášká dobra byla v roce 2010 navázaná v poměru 1 EUR = 24 500 STD. V roce 2018 proběhla denominace měny (byly škrtnuty tři nuly) a směnný kurz byl upraven na 24,5 STN.                                                                    |
| Komory                                                                       | komorský frank          | KMF  | 491,96775 KMF     | 1. 1. 1999    | KMF byl původně pevně navázán na francouzský frank v poměru 1 FRF = 75 KMF, proto je jeho kurz k euru 75násobkem přepočítacího koeficientu, který měl k euru francouzský frank                                                                    |
| Benin Burkina Faso Guinea-Bissau Pobřeží slonoviny Mali Niger Senegal Togo   | západoafrický CFA frank | XOF  | 655,957 XOF       | 1. 1. 1999    | XOF byl původně pevně navázán na francouzský frank v poměru 1 FRF = 100 XOF, proto je jeho kurz k euru 100násobkem přepočítacího koeficientu, který měl k euru francouzský frank                                                                  |
| Kamerun Středoafrická republika Konžská republika Rovníková Guinea Gabon Čad | středoafrický CFA frank | XAF  | 655,957 XAF       | 1. 1. 1999    | XAF byl původně pevně navázán na francouzský frank v poměru 1 FRF = 100 XAF, proto je jeho kurz k euru 100násobkem přepočítacího koeficientu, který měl k euru francouzský frank                                                                  |
| Nová Kaledonie Wallis a Futuna Francouzská Polynésie                         | CFP frank               | XPF  | 119,3317 XPF      | 1. 1. 1999    | XPF byl do 31. 12. 1998 pevně navázán na francouzský frank v poměru 1 FRF = 18,18 XPF, 1. 1. 1999 byl mírně devalvován, proto je jeho kurz k euru 18,192násobkem přepočítacího koeficientu, který měl k euru francouzský frank                    |

### Další příklady vazby na euro
Některé státy mají své měny neoficiálně navázané na euro a snaží se udržovat přibližně stejný směnný kurz k euru. Příkladem je makedonský denár se středním kurzem 1 EUR = 61,25 MKD.
Jiné státy se snaží udržovat přibližně stejný směnný kurz své domácí měny vůči koši zahraničních měn se zastoupením eura. Příkladem je marocký dirham, jehož kurz je určován vůči měnovému koši s 60% zastoupením eura a 40 % podílem amerického dolaru a který v posledních několika letech vykazuje kurz kolem 11 MAD za euro. Další měny vázané na zvláštní práva čerpání či na měnový koš zahrnující euro jsou např. měny Singapuru, Číny, Botswany, Íránu, Alžírska, Běloruska, Kuvajtu, Libye, Sýrie, Ázerbájdžánu, Samoy, Fidži a Vanuatu.
Důvodem, proč některé země udržují přibližně stejný kurz své měny k euru, je zejména snaha o zajištění nízké inflace a stabilního, respektive předvídatelného prostředí pro zahraniční obchod a zahraniční investice.